# Order „Rodzicielska Sława”
Order „Rodzicielska Sława” (ros. Орден «Родительская Слава») – rosyjskie federalne odznaczenie państwowe przyznawane przez prezydenta Federacji Rosyjskiej.
Order przyznawany jest rodzicom wychowującym co najmniej siedmioro dzieci. W powiązaniu do orderu ustanowiono też Medal Orderu „Rodzicielska Sława”, przyznawany rodzicom wychowującym co najmniej czworo dzieci.
W czasach sowieckich nadawano trzy odznaczenia podobnego typu:
- Tytuł matka-bohater dla matek co najmniej dziesięciorga dzieci;
- Order „Macierzyńska sława” dla matek co najmniej siedmiorga dzieci;
- Medal Macierzyństwa dla matek co najmniej pięciorga dzieci.